# Liste der Monuments historiques in Saint-Souplet-sur-Py
Die Liste der Monuments historiques in Saint-Souplet-sur-Py führt die Monuments historiques in der französischen Gemeinde Saint-Souplet-sur-Py auf.

## Liste der Immobilien
| Bezeichnung       | Beschreibung | Standort               | Kennzeichnung | Schutzstatus | Datum | Bild           |
| ----------------- | --- | ---------------------- | ------------- | ------------ | ----- | -------------- |
| Kirche St-Sulpice | gegen Ende des 12. Jahrhunderts erbaut; im Ersten Weltkrieg weitgehend zerstört, von 1926 bis 1930 rekonstruiert | Rue de l’Église (Lage) | PA00078847    | Classé       | 1920  | weitere Bilder |

## Liste der Objekte
| Bezeichnung                                                  | Beschreibung                                                                  | Standort                        | Kennzeichnung | Schutzstatus    | Datum  | Bild |
| ------------------------------------------------------------ | ----------------------------------------------------------------------------- | ------------------------------- | ------------- | --------------- | ------ | ---- |
| Kanzel                                                       | Holz, 17. Jahrhundert; während des Ersten Weltkriegs zerstört                 | in der Kirche St-Sulpice (Lage) | PM51001603    | Classé gelöscht | ? 1942 |      |
| Antependium Mariä Verkündigung                               | Ölfarbe auf Leinwand, 17. Jahrhundert; während des Ersten Weltkriegs zerstört | in der Kirche St-Sulpice (Lage) | PM51001602    | Classé gelöscht | ? 1942 |      |
| Drei Retabel                                                 | Holz, Stein, Marmor, 17. Jahrhundert; während des Ersten Weltkriegs zerstört  | in der Kirche St-Sulpice (Lage) | PM51001601    | Classé gelöscht | ? 1942 |      |
| Gemälde Der auferstandene Christus erscheint Maria Magdalena | Ölfarbe auf Leinwand, 17. Jahrhundert; während des Ersten Weltkriegs zerstört | in der Kirche St-Sulpice (Lage) | PM51001604    | Classé gelöscht | ? 1942 |      |